# Ditto Music
Ditto Music is een Brits online muziekdistributiebedrijf. Het distribueert muziek naar verschillende digitale muziekplatforms, zoals Spotify, Apple music, iTunes en Google Play. Het bedrijf is gevestigd in Liverpool.

## Geschiedenis
Het bedrijf werd in 2007 opgericht door de broers Lee Parsons en Matt Parsons in Smethwick, Birmingham. Het bedrijf bevond zich toen nog niet in de muzieksector, maar maakte winst met allerhande zaken. Een tijd later besloten ze om zich te richten op muziekdistributie. Hun eerste succes was dat met de band Koopa. Ditto Music had hun doorbraaknummer "Blag, Steal & Borrow" gedistribueerd. Dit was het eerste nummer dat de UK Top 40 haalde zonder verbonden te zijn aan een platenlabel. Dit werd erkend door het Guinness Book of Records. In de daaropvolgende jaren breidde Ditto Music uit. Het bedrijf opende vestigingen in onder andere de Verenigde Staten en Australië.